# Apple Display Connector

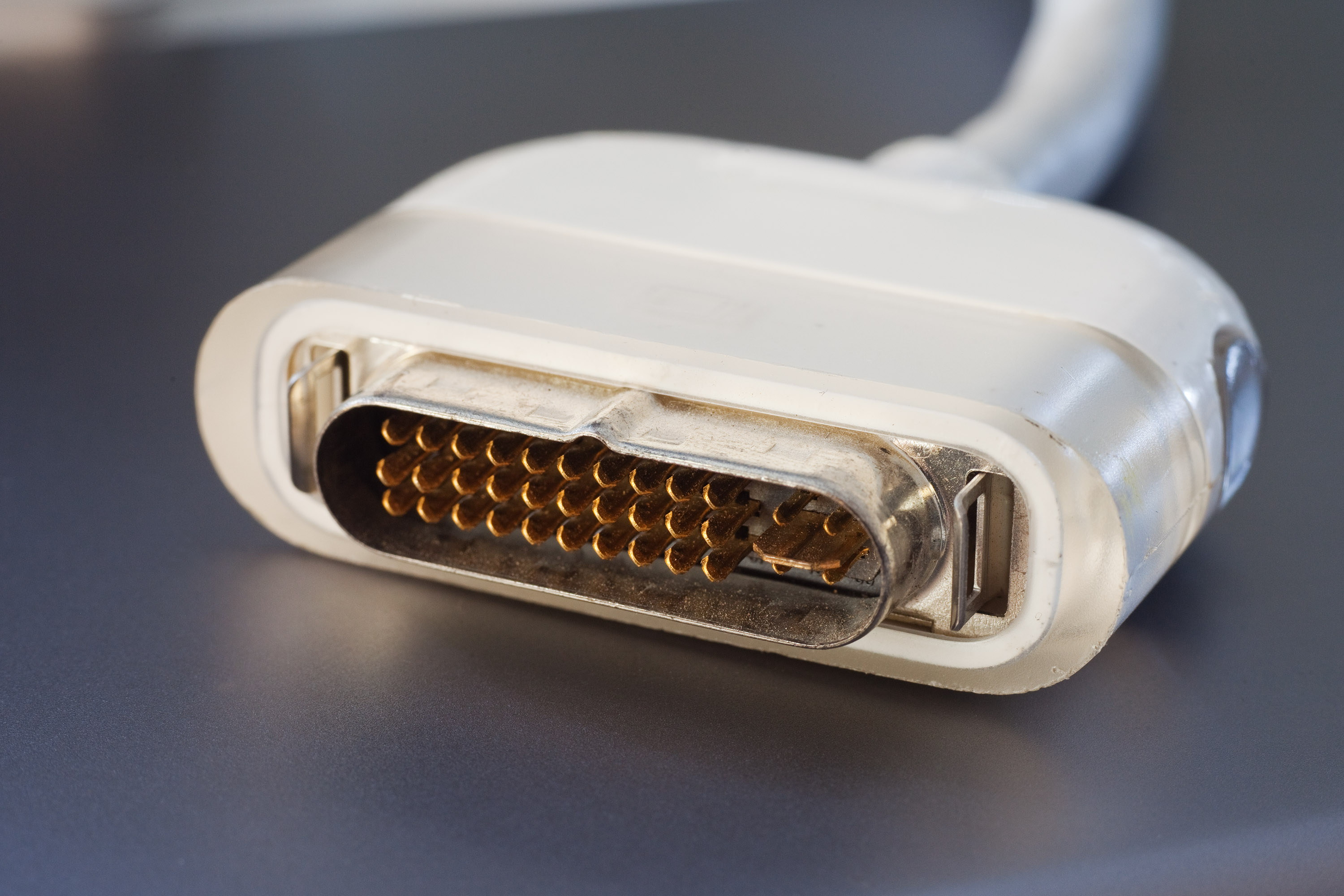
Apple Display Connector

Pinbelegung

Der Apple Display Connector (ADC) ist eine Videoschnittstelle für Monitore des Herstellers Apple.
Bei dieser Eigenentwicklung von Apple werden drei Kanäle (USB, DVI und Strom) über dasselbe Kabel übertragen, wodurch Kabelsalat vermieden werden soll. Auch ist es damit möglich, den Mac per Knopfdruck am Monitor einzuschalten. Der ADC wurde von Apple von 2000 bis 2005 verwendet.
Der ADC-Anschluss war der Standardbildschirmanschluss am PowerMac bis zur Vorstellung der neuen Apple-Cinema-Display-Reihe auf der WWDC am 28. Juni 2004 durch den damaligen CEO Apples, Steve Jobs. Hier wurde der ADC-Anschluss durch eine sogenannte Kabelpeitsche ersetzt, bei der weiterhin ein Kabel zum Monitor führte, aber am Computer die jeweiligen Anschlüsse für Strom, Monitor, USB mit drei einzelnen Steckern angeschlossen werden.
Diese Kabelpeitschen-Lösung wurde erst 2011 mit dem neuen Thunderbolt-Anschluss wieder durch ein einziges Kabel abgelöst, das wie USB zusammen mit Intel entwickelt wurde und herstellerübergreifend verfügbar ist.
Für ältere, noch im Einsatz befindliche Apple-Rechner gibt es Adapter auf DVI oder VGA, um Standardmonitore an den Mac anzuschließen.